# Nélson Oliveira
Nélson Miguel Castro Oliveira CvIH (Barcelos, 8 de agosto de 1991) é um futebolista português que atua como centroavante. Atualmente joga pelo Vitória de Guimarães.

## Carreira
Formado pelas escolas de futebol do Santa Maria, transferiu-se do Braga e consequentemente para o Bairro da Misericórdia. Depois do Bairro, rumou para o Benfica no verão de 2006. Nélson Oliveira recebeu sondagens do Porto e do Sporting, tendo até sido convidado pelo Chelsea para realizar uma semana de treinos em Londres. Contudo, o jogador transferiu-se para o Benfica.
Com 16 anos assinou o seu primeiro contrato profissional, passando a integrar os trabalhos de pré-temporada dirigidos por Quique Flores. Também na Seleção Nacional, Nélson Oliveira teve um início precoce, onde com apenas 16 anos já era convocado para atuar no time Sub-19.
O atacante foi contratado pelo Paços de Ferreira no dia 12 de agosto de 2010.
Destacou-se na Copa do Mundo FIFA Sub-20 de 2011, realizada na Colômbia, ao marcar quatro gols – incluindo um na final contra o Brasil, uma derrota por 3 a 2 no prolongamento – distribuir duas assistências e receber duas vezes o prêmio de melhor em campo. Oliveira foi eleito o segundo melhor jogador desta competição por, entre outras razões, ter marcado três gols.
Foi considerado uma boa promessa da sua geração. No Benfica veio a afirmar-se na segunda metade da época 2011–12. 2012 foi também o ano de estreia de Nélson Oliveira pela Seleção Portuguesa principal. Com apenas 20 anos de idade, o atacante foi um dos 23 convocados pelo treinador Paulo Bento para a Euro 2012.
Antes do início da temporada 2012–13, Nélson Oliveira renovou com o Benfica até 2018 e foi cedido ao Deportivo La Coruña por empréstimo até o final da temporada. No ano seguinte, o técnico do Benfica, Jorge Jesus, voltou a incluí-lo no lote de dispensáveis, o que motivou novo empréstimo do jogador, desta feita aos franceses do Rennes. Depois disso, foi emprestado ao Swansea City, ao Nottingham Forest, e acabou sendo vendido ao Norwich City.
Em junho de 2021 foi contratado pelo PAOK, da Grécia.

## Ordem do Infante
Foi nomeado Cavaleiro da Ordem do Infante D. Henrique no dia 6 de setembro de 2011.

## Títulos
Benfica
- Taça da Liga: 2011–12

### Prêmios individuais
Seleção Portuguesa
- Copa do Mundo FIFA Sub-20: 2011 (Bola de Prata)